# Ténapanor
Le Ténapanor est un médicament utilisé dans le traitement du syndrome du côlon irritable. Il est vendu sous le nom de marque Ibsrela.

## Mode d'action
Il agit en bloquant l'échangeur sodium-proton NHE3, diminuant ainsi l'absorption de sodium par les intestins.

## Usage médical
Le ténapanor est un médicament utilisé pour traiter le syndrome du côlon irritable avec constipation. Le médicament  est pris par voie orale.

## Effets secondaires
Les effets secondaires courants sont la diarrhée, le gonflement abdominal ou les étourdissements. L'utilisation pendant la grossesse et l'allaitement est considérée comme sûre.

## Histoire
Le ténapanor a été approuvé pour un usage médical aux États-Unis en 2019. En 2021, il n'est toutefois pas encore disponible en pharmacie.